# Nema (Gambia)
Nema (Namensvariante: Kiang Nema) ist eine Ortschaft im westafrikanischen Staat Gambia.
Nach einer Berechnung für das Jahr 2013 leben dort etwa 1173 Einwohner, das Ergebnis der letzten veröffentlichten Volkszählung von 1993 betrug 1060.

## Geographie
Nema liegt in der Lower River Region im Distrikt Kiang Central. Der Ort liegt an der South Bank Road, Gambias wichtigster Fernstraße, zwischen Kwinella und Kaiaf.